# 黒木美早
黒木 美早（くろき みさ）は、日本の女優、タレント、モデル
などでも活躍している。

## プロフィール
- 趣味陶芸
- 特技ポーセラーツ
- はまっているもの ゴルフ

- 姉と弟がいる[1]

## 出演

### 舞台
- PROPAGANDA STAGE「サマーデイズ」（2003年7月、東京芸術劇場小ホール1）川端めぐみ／木下サチ役
- PROPAGANDA STAGE「四月の風、ただ舞い上がる」（2007年4月、ザムザ阿佐谷）
- 「魔王降臨」

### TV
- ABC「トレンドナビカフｪ2005」
- ファミリー劇場「携帯少女」

### 映画
- 「DIVIDE」
- 「僕と天使」
- 「白昼夢」
- 「掘る女」

### モデル
- 「地球にやさしく 人にやさしく」
- 「デコラグリーン」
- テレビショッピング

### 雑誌
- 「Yan Yan」

### ラジオ
- 「human pudding社」(ゲスト出演)

### その他
- コンピレーション・アルバム『GiRLS LoVER CoLLECTION』（GIRLS' RECORD・2006年10月4日発売） - 曲名「ANGEL HEART」